# فارنيزي أطلس
فارنيزي أطلس هو تمثال روماني من القرن الثاني الميلادي يصور الإله أطلس وهو يحمل كرة سماوية  وهو على الأرجح نسخة من تمثال يوناني أقدم. يوجد التمثال حالياً ضمن مقتنيات متحف نابولي الوطني للآثار في إيطاليا. 